# Anastrepha freidbergi
Anastrepha freidbergi
 es una especie de insecto díptero que Allen L.Norrbom describió científicamente por primera vez en el año 1993.
Esta especie pertenece al género Anastrepha de la familia Tephritidae.